# Ivica Horvat
Ivan „Ivica” Horvat (Sziszek, 1926. július 16. – Njivice, 2012. augusztus 27.) horvát labdarúgóhátvéd, edző.
A jugoszláv válogatott tagjaként részt vett az 1950-es és az 1954-es labdarúgó-világbajnokságon, illetve az 1952. évi nyári olimpiai játékokon, amelyen ezüstérmet szereztek.